# HMS Excalibur
Pour les articles homonymes, voir Excalibur (homonymie).
Le HMS Excalibur (pennant number : S40) était un sous-marin britannique expérimental de classe Explorer, le sister-ship du HMS Explorer. Les deux sous-marins étant les seuls sous-marins à haute puissance de test (HTP) à être construits pour la Royal Navy. Il est le seul navire à être nommé Excalibur, en l’honneur de l’épée de la légende arthurienne.

## Conception
Ces sous-marins étaient basés sur le design du sous-marin allemand U-1407 à haute puissance au peroxyde d'hydrogène (HTP). Lors de l’effondrement allemand à la fin de la Seconde Guerre mondiale, le U-1407 avait été sabordé, mais il a été renfloué et finalement mis en service dans la Royal Navy sous le nom de HMS Meteorite. Sa remise en service a donné l’impulsion initiale à un programme de recherche britannique qui s’est traduit par la construction de deux sous-marins expérimentaux, les HMS Explorer et Excalibur. Construits pour des essais de vitesse, ils n’étaient pas armés. Leurs moteurs HTP étaient essentiellement des turbines à vapeur, la vapeur étant générée par l’interaction du HTP avec le gas-oil et un catalyseur.
Le Excalibur et son sister-ship étaient équipés de la dernière technologie d’évacuation sous-marine, y compris une chambre d’évacuation pour un seul homme, et des appareils respiratoires d’évacuation dernier cri.

## Engagements
Les HMS Explorer et Excalibur étaient populairement connus sous le nom de sous-marins « blonds » en raison de leur oxydant au peroxyde d’hydrogène. En effet celui-ci peut servir (à basse concentration, de 2 % jusqu'à 12 %) à décolorer les cheveux, d’où l'expression « blonde peroxydée ». Ils servaient de cibles à grande vitesse pour les forces anti-sous-marines de la Royal Navy. Leur utilisation principale, cependant, était de prouver finalement que le HTP n’était pas pratique en tant que système de propulsion indépendant de l’air pour une utilisation sous-marine. Le HTP était transporté dans des sacs spéciaux, placés à l’extérieur de la coque sous pression intérieure, qui étaient susceptibles d’exploser de manière inattendue. De plus, la salle des machines (qui était déserte pendant la navigation) était souvent le théâtre de flammes apparaissant sur le dessus de la chambre de combustion. À une occasion au moins, l’équipage a été forcé d’évacuer la coque sous pression et de se rassembler sur le pont supérieur pour éviter les émanations qui avaient soudainement rempli le bateau. Le carburant HTP s’est avéré être si gênant que les bateaux sont rapidement devenus connus sous les surnoms de Exploder (détonateur) et Exciter (excitateur).
Les HMS Excalibur et Explorer ont été affectés au 3rd Submarine Squadron, mais en raison de leur nature expérimentale, ils aient tendance à opérer indépendamment, accompagnés de leur propre navire ravitailleur de sous-marins, le HMS Kingfisher, et d’un transport de carburant, un transporteur d'eau converti, le Royal Fleet Auxiliary (RFA) Spabeck.
Lorsque l’United States Navy a réussi à concevoir un réacteur nucléaire adapté à l’installation sur des sous-marins, le projet HTP a été abandonné et les HMS Explorer et Excalibur ont été mis au rebut.
Ils ont ensuite servi de cibles sous-marines à grande vitesse pour le prototype de sous-marin à propulsion nucléaire HMS Dreadnought de la Royal Navy.

## Périscope

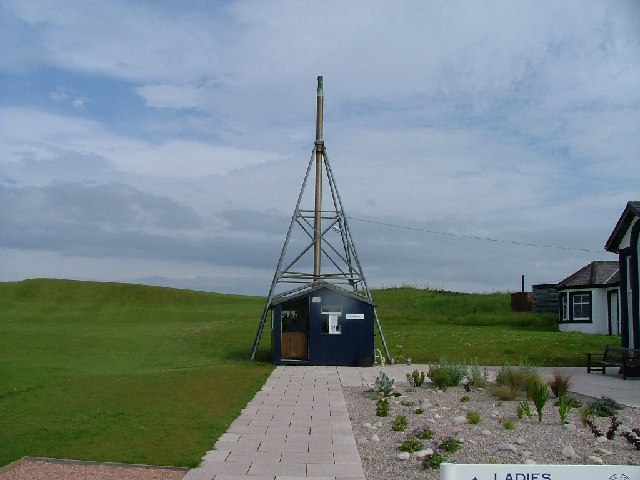
Le périscope sur le parcours de golf, utilisé pour voir le terrain de golf par-dessus une dune adjacente et savoir si le premier green est libre.

Seul le périscope du sous-marin a survécu. Il a été installé dans la cabane du starter au Golf House Club, le club de golf d’Elie et Earlsferry, en Écosse. Les joueurs et les visiteurs peuvent l’utiliser pour voir le terrain de golf par-dessus une dune adjacente et savoir si le premier green est libre.